# دانشگاه شاهد
دانشگاه شاهد یک دانشگاه دولتی در شهر تهران است. این دانشگاه تنها دانشگاه جامع کشور است که تحت نظارت وزارت علوم، تحقیقات و فناوری و وزارت بهداشت، درمان و آموزش پزشکی فعالیت و از طریق کنکور سراسری و به شیوهٔ نیمه‌متمرکز اقدام به جذب دانشجو می‌کند. پردیس و مرکز اصلی فعالیت این دانشگاه در جنوب شهر تهران و جنب بزرگراه خلیج فارس، ضلع شمالی نمایشگاه شهر آفتاب روبروی حرم سید روح‌الله خمینی واقع شده‌ است.
در حال حاضر در این دانشگاه بالغ بر ۶۰۰۰ دانشجو در ۱۰۲ رشته در مقاطع تحصیلی دکتری تخصصی، دکتری حرفه‌ای، کارشناسی ارشد و کارشناسی در حال تحصیل می‌باشند. دانشگاه شاهد شامل هشت دانشکدهٔ پزشکی، دندانپزشکی، پرستاری و مامایی، علوم انسانی، علوم پایه، فنی و مهندسی، علوم کشاورزی و هنر و دو مرکز درمانی بیمارستان شهید مصطفی خمینی و کلینیک تخصصی دندانپزشکی شهید منتظری می‌باشد. زیرساخت آموزش مجازی و ترکیبی در دانشگاه شاهد برای کلیهٔ دروس تئوری فراهم گردیده است و با فعال شدن دفتر امور بین الملل، دانشجویانی از کشورهای مختلف در این دانشگاه پذیرش گردیده‌اند
.
معرفی مختصری از رئیس فعلی دانشگاه:
دکتر حمیدرضا بخشی، استاد تمام رشته برق در دانشکده فنی و مهندسی دانشگاه شاهد، از مدیران باتجربه و متعهد با سابقه اجرایی ۲۰ساله در دولت‌های دهم تا چهاردهم می باشند. ایشان چهره‌ای علمی و مورد اعتماد دانشگاهیان، فارغ از جهت‌گیری‌های سیاسی هستند.

## دانشکده‌ها و رشته‌ها

### دانشکدهٔ پزشکی
ساختمان اولیهٔ این دانشکدهٔ در بلوار کشاورز تهران بود که پس از احداث ساختمان جدید دانشکده در پردیس دانشگاه شاهد در سال۱۳۹۷ به آنجا انتقال یافت. ساختمان جدید در چهار طبقه و دارای چندین آزمایشگاه مجهز و سالن تشریح است.
- دکتری تخصصی
  - داروسازی
  - طب سنتی ایرانی (PhD)
- دکتری حرفه‌ای
  - پزشکی
  - پزشکی (شبانه)
- کارشناسی ارشد ناپیوسته
  - اقتصاد بهداشت
  - ایمنی‌شناسی
  - تاریخ علوم پزشکی
  - فیریولوژی پزشکی
  - میکروب‌شناسی

### دانشکدهٔ پرستاری و مامایی
- کارشناسی ارشد ناپیوسته
  - پرستاری سالمندی
  - پرستاری مراقبت‌های ویژه
- کارشناسی پیوسته
  - اتاق عمل
  - پرستاری
  - پرستاری-پرستاری

### دانشکدهٔ دندانپزشکی
- دکتری حرفه‌ای
  - دندانپزشکی
- دستیاری تخصصی
  - بیماری‌های دهان و فک و صورت
  - پروتزهای دندانی
  - پریودانتیکس
  - دندانپزشکی-اندودانتیکس
  - دندانپزشکی ارتودانتیکس
  - دندانپزشکی ترمیمی
  - دندانپزشکی کودکان

### دانشکدهٔ طب سنتی ایرانی
- - طب سنتی ایرانی
  - داروسازی سنتی
  - تاریخ پزشکی

### دانشکدهٔ علوم انسانی
- دکتری تخصصی
  - روانشناسی بالینی (PhD)
  - علوم سیاسی-مطالعات سیاسی انقلاب اسلامی PhD
  - علوم سیاسی-مطالعات سیاسی انقلاب PhD
  - علوم سیاسی-مطالعات سیاسی انقلاب اسلامی-PhD
  - علوم سیاسی-مطالعات سیاسی انقلاب اسلامی PhD
  - فلسفه تعلیم تربیت(PhD)
- کارشناسی ارشد ناپیوسته
  - الهیات و معارف اسلامی-علوم قرآن و حدیث
  - الهیات و معارف اسلامی -فقه و حقوق اسلامی
  - تاریخ و فلسفه آموزش و پرورش
  - تاریخ و فلسفه آموزش وپرورش
  - جامعه‌شناسی
  - جامعه‌شناسی انقلاب اسلامی
  - حقوق خصوصی
  - حقوق جزا و جرم شناسی
  - روانشناسی بالینی
  - زبان و ادبیات فارسی-ادبیات مقاومت
  - علم اطلاعات و دانش‌شناسی
  - علم‌سنجی
  - علوم تربیتی-برنامه‌ریزی آموزشی
  - علوم تربیتی-برنامه‌ریزی درسی
  - علوم کتابداری و اطلاع‌رسانی
  - فلسفه و کلام اسلامی-کلام اسلامی
  - فلسفه و کلام اسلامی-فلسفهٔ اسلامی
  - فیزیولوژی ورزشی-فعالیت بدنی و تندرستی
  - مدیریت بازرگانی
  - مدیریت بازرگانی-مدیریت بازرگانی-بازاریابی بین‌المللی
  - مدیریت بازرگانی-مدیریت بازرگانی-مالی
  - مدیریت دولتی
  - مدیریت صنعتی
  - مدیریت کارآفرینی
- کارشناسی پیوسته
  - الهیات و معارف اسلامی (علوم قرآن و حدیث)
  - الهیات و معارف اسلامی (علوم قرآن و حدیث)-علوم قرآن و حدیث
  - الهیات و معارف اسلامی (فلسفه و حکمت اسلامی)
  - الهیات و معارف اسلامی (فلسفه و حکمت اسلامی)-فلسفه و حکمت
  - تربیت بدنی
  - تربیت بدنی-تربیت بدنی - علوم ورزشی
  - تربیت بدنی-تربیت بدنی و علوم ورزش-رفتار حرکتی
  - تربیت بدنی-تربیت بدنی و علوم ورزش-مدیریت ورزش
  - حقوق
  - روانشناسی (بالینی)
  - علم اطلاعات و دانش‌شناسی
  - علوم اجتماعی (پژوهشگری علوم اجتماعی)
  - علوم اجتماعی (خدمات اجتماعی)
  - علوم تربیتی (مدیریت و برنامه‌ریزی آموزشی)
  - علوم سیاسی
  - فقه و حقوق اسلامی
  - کتابداری
  - مدیریت بازرگانی
  - مدیریت صنعتی

### دانشکدهٔ علوم پایه
- دکتری تخصصی
  - ریاضی کاربردی PhD
  - ریاضی (گرایش آنالیز) PhD
  - ریاضی (گرایش جبر) PhD
  - ریاضی (گرایش هندسه-توپولوژی) PhD
  - ریاضی کاربردی گرایش آنالیز عددی PhD
  - ریاضی کاربردی گرایش تحقیق در عملیات PhD
  - ریاضی محض PhD
  - زیست‌شناسی-فیزیولوژی گیاهی PhD
  - زیست فناوری PhD (بیوتکنولوژی -میکروبی)
  - میکروبیولوژی (PhD)
- کارشناسی ارشد ناپیوسته
  - زیست‌شناسی-میکروبیولوژی (ارشد)
  - ریاضی کاربردی-آنالیزعددی (ارشد)
  - ریاضی کاربردی-تحقیق در عملیات (ارشد)
  - ریاضی کاربردی (ارشد)
  - ریاضی محض-آنالیز (ارشد)
  - ریاضی محض-جبر (ارشد)
  - ریاضی محض-هندسه (ارشد)
  - ریاضی محض (ارشد)
  - زیست‌فناوری ارشد (بیوتکنولوژی-میکروبی)
  - زیست گیاهی (فیزیولوژی گیاهی) ارشد
  - علوم جانوری (ارشد گرایش فیزیولوژی)
  - فیزیک بنیادی (ارشد)
- کارشناسی پیوسته
  - ریاضی کاربردی
  - ریاضی محض
  - ریاضیات و کاربردها
  - زیست‌شناسی سلولی مولکولی-ژنتیک
  - زیست‌شناسی سلولی مولکولی (زیست‌فناوری [بیوتکنولوژی])
  - علوم کامپیوتر
  - فیزیک-حالت جامد

### دانشکدهٔ علوم کشاورزی
- دکتری تخصصی
  - زراعت گرایش فیزیولوژی گیاهان زراعی (PhD)
- کارشناسی ارشد ناپیوسته
  - بیوتکنولوژی کشاورزی (ارشد)
  - مهندسی کشاورزی - اکولوژیک (اَگرواِکولوژی)
  - مهندسی کشاورزی - اصلاح نباتات (ارشد)
  - مهندسی کشاورزی - تکنولوژی بذر (ارشد)
  - مهندسی کشاورزی - علوم خاک (ارشد)
  - مهندسی کشاورزی - علوم خاک (ارشد) - مهندسی کشاورزی - علوم خاک - رده‌بندی و ارزیابی خاک
  - مهندسی کشاورزی - علوم خاک (ارشد) - مهندسی کشاورزی - علوم خاک گرایش فیزیک و حفاظت خاک
  - مهندسی کشاورزی - علوم خاک (ارشد) - مهندسی کشاورزی -گرایش شیمی و حاصلحیزی خاک
  - مهندسی کشاورزی حشره‌شناسی (ارشد)
  - مهندسی کشاورزی حشره‌شناسی (ارشد)
  - مهندسی کشاورزی علوم باغبانی-میوه‌کاری
  - مهندسی کشاورزی - زراعت (ارشد)
  - مهندسی کشاورزی حشره‌شناسی - اِکولوژی و کنترل بیولوژیک
  - مهندسی کشاورزی حشره‌شناسی - اِکولوژی و کنترل بیولوژیک
  - مهندسی کشاورزی حشره‌شناسی - سم‌شناسی
  - مهندسی کشاورزی حشره‌شناسی - سم‌شناسی
  - مهندسی کشاورزی حشره‌شناسی - سیستماتیک حشرات
  - مهندسی کشاورزی حشره‌شناسی - سیستماتیک حشرات
  - مهندسی کشاورزی حشره‌شناسی - کنه‌شناسی

### دانشکدهٔ فنی مهندسی
- دکتری تخصصی
  - مهندسی صنایع PhD
  - مخابرات PhD
  - مهندسی برق-الکترونیک PhD
  - مهندسی عمران- سازه Phd
  - مهندسی برق-قدرت PhD
  - مهندسی برق قدرت گرایش سیستم‌های قدرت PhD
  - مهندسی برق قدرت گرایش ماشین‌های الکتریکی PhD
  - مهندسی پزشکی-بیوالکتریک PhD
  - مهندسی مخابرات-سیستم PhD
  - مهندسی مخابرات-میدان PhD
- کارشناسی ارشد ناپیوسته
  - مهندسی برق-قدرت (ارشد)
  - مهندسی برق-کنترل (ارشد)
  - مهندسی برق-مخابرات (ارشد)
  - مهندسی برق -الکترونیک (ارشد)
  - مهندسی برق قدرت-سیستم‌های قدرت (ارشد)
  - مهندسی برق قدرت-ماشین‌های الکتریکی (ارشد)
  - مهندسی پزشکی (بیوالکتریک)
  - مهندسی صنایع (ارشد)
  - مهندسی عمران-سازه (ارشد)
  - مهندسی عمران -ژئوتکنیک (ارشد)
  - مهندسی فناوری اطلاعات(IT)
  - مهندسی کامپیوتر-معماری کامپیوتر (ارشد)
  - مهندسی مخابرات- میدان-مهندسی مخابرات-میدان
  - مهندسی مخابرات_ سیستم
- کارشناسی پیوسته
  - مهندسی برق
  - مهندسی برق- - کنترل
  - مهندسی برق-الکترونیک
  - مهندسی برق-قدرت
  - مهندسی برق-مخابرات
  - مهندسی پزشکی-بیوالکتریک
  - مهندسی عمران (عمران)
  - مهندسی کامپیوتر (سخت‌افزار)

### دانشکدهٔ علوم پایه
- کارشناسی
  - ریاضیات و کاربردها
  - علوم کامپیوتر
  - زیست‌شناسی سلولی و ملکولی (گرایش‌های ژنتیک و بیوتکنولوژی)
  - زیست جانوری
  - زیست عمومی
  - فیزیک حالت جامد
- کارشناسی ارشد
  - رشته‌های ریاضی (گرایش کاربردی و محض)
  - علوم جانوری (گرایش فیزیولوژی)
  - میکروبیولوژی
  - زیست گیاهی (گرایش فیزیولوژی)
  - زیست فناوری (گرایش بیو تکنولوژی-میکروبی)
  - فیزیولوژی جانوری
  - فیزیک بنیادی و فیزیک حالت جامد
- دکترای تخصصی
- رشته‌های ریاضی (گرایش کاربردی و محض)
  - میکروبیولوژی
  - بیوتکنولوژی میکروبی
  - فیزیولوژی گیاهی
  - فیزیولوژی جانوری[۳]

### دانشکدهٔ هنر
- دکتری تخصصی
  - پژوهش هنر (PhD)
  - تاریخ تطبیقی وتحلیلی هنراسلام(PhD)
- کارشناسی ارشد ناپیوسته
  - ارتباط تصویری (ارشد)
  - پژوهشی هنر (کارشناسی ارشد)
  - تصویرسازی (کارشناسی ارشد)
  - نقاشی (ارشد)
  - هنر اسلامی-نگارگری (ارشد)

### پردیس خودگردان
از بهمن سال ۱۳۹۲ دانشگاه شاهد در برخی رشته‌های تحصیلات تکمیلی در پردیس خودگردان دانشجو جذب می‌نماید.

## مراکز وابسته به دانشگاه

### دانشکده‌ها
- دانشکدهٔ فنی و مهندسی
- دانشکدهٔ علوم پایه
- دانشکدهٔ پزشکی
- دانشکدهٔ دندانپزشکی
- دانشکدهٔ علوم انسانی
- دانشکدهٔ هنر
- دانشکدهٔ علوم کشاورزی
- دانشکدهٔ پرستاری و مامایی
- پردیس خودگردان

### پژوهشکده‌ها و مراکز تحقیقاتی
- پژوهشکدهٔ علوم و فناوری‌های نوین
- مرکز تحقیقات تنظیم پاسخ‌های ایمنی
- مرکز تحقیقات نوروفیزیولوژی
- مرکز تحقیقات میکروب‌شناسی مولکولی
- مرکز تحقیقات طب سنتی
- مرکز تحقیقات گیاهان دارویی
- مرکز تحقیقات مراقبت‌های سالمندی
- گروه پژوهشی آکوستیک
- گروه پژوهشی سلامت خانواده
- سامانهٔ پژوهشی دانشگاه شاهد

### مراکز درمانی
- بیمارستان شهید مصطفی خمینی
- کلینیک تخصصی شهید منتظری

### مسجد دانشگاه
مسجد پیامبر اعظم به عنوان بزرگترین مسجد دانشگاهی ایران در سال ۱۳۹۶ با حضور محسن قرائتی، رئیس ستاد اقامه نماز کشور افتتاح شد. مساحت این مسجد ۱۴ هزار متر مربع اعلام شده است.

## رؤسای دانشگاه
- دکتر نصرت‌الله ضرغام (۱۳۷۱–۱۳۶۸)
- دکتر احمدعلی نوربالا (۱۳۷۶–۱۳۷۱)
- دکتر محمود نوری صفا (۱۳۸۳–۱۳۷۶)
- دکتر سید مسعود میرکاظمی (۱۳۸۴–۱۳۸۳)
- دکتر علی‌محمد احمدوند (سرپرست) (۱۳۸۵–۱۳۸۴)
- دکتر کامیار ثقفی (۱۴۰۰–۱۳۸۵)
- دکتر احمد چلداوی (۱۴۰۴ – ۱۴۰۰)
- دکتر حمیدرضا بخشی(۱۴۰۴ تا کنون)

### هیئت امنای دانشگاه
بر اساس اساس‌نامهٔ دانشگاه شاهد هیئت امناء این دانشگاه متشکل از ۸ نفر از شخصیت‌های کشوری و اعضای هیئت علمی دانشگاه‌هاست. این افراد عبارت اند از:
- رئیس‌جمهور (تنها دانشگاهی که رئیس هیئت امنای آن رئیس جمهور است دانشگاه شاهد است.)[۷]
- رئیس بنیاد شهید و امور ایثارگران
- وزیرعلوم، تحقیقات و فناوری
- وزیر بهداشت درمان و آموزش پزشکی
- وزیر آموزش و پرورش
- دو نفر از اعضای هیئت علمی در مرتبه استادیاری و بالاتر با حداقل سه سال سابقهٔ کار آموزشی که یکی از آنان به پیشنهاد وزیر بهداشت و دیگری به پیشنهاد وزیر علوم و پس از تأیید شورای عالی انقلاب فرهنگی انتخاب می‌شوند.
- یکی از شخصیت‌های فرهنگی به پیشنهاد رئیس بنیاد شهید انقلاب اسلامی و تأیید شورای عالی انقلاب فرهنگی
- رئیس دانشگاه

## شیوهٔ پذیرش دانشجو
متقاضیان این دانشگاه می‌توانند یک یا چند کد رشته از کدرشته‌های این دانشگاه را بدون محدودیت مانند سایر دانشگاه‌های کشور در اولویت‌های یک تا صد و پنجاه خود انتخاب نمایند.
قبل از اعلام نتایج نهایی کنکور سراسری، متقاضیان چند برابر ظرفیت دانشگاه از سوی سازمان سنجش آموزش کشور معرفی می‌شوند و در سایت سازمان سنجش اطلاع‌رسانی خواهد شد. متقاضیان چند برابر ظرفیت دانشگاه در صورت دعوت به مصاحبه، برای بررسی صلاحیت‌های عمومی در مصاحبه دانشگاه شرکت خواهند نمود. این گروه از معرفی شدگان بعد از طی این مرحله برای بررسی صلاحیت علمی مطابق با رتبه و تزار کنکور سراسری به سازمان سنجش معرفی خواهند شد و در صورت قبولی، در اعلام نتایج نهایی سازمان سنجش در کدرشته مربوط به دانشگاه پذیرفته خواهند شد.
در صورت کسب نمره علمی لازم برای پذیرش داوطلب در کدرشته‌های قبل از کد رشتهٔ دانشگاه شاهد، پذیرش داوطلب در همان کدرشته نهایی می‌گردد و در صورت عدم قبولی در کد رشته‌های قبلی، وضعیت داوطلب در مصاحبه دانشگاه شاهد بررسی خواهد شد و با کسب نمره علمی لازم، داوطلب در کدرشته مربوط به دانشگاه شاهد پذیرفته خواهد شد. اگر داوطلب به هر دلیلی حائز صلاحیت علمی یا عمومی نباشد انتخاب‌های بعدی داوطلب مورد بررسی قرار خواهد گرفت. انتخاب هر کدام از کد رشته‌های دانشگاه شاهد بر اولویت‌های قبل و بعد داوطلب تأثیر نخواهد داشت.

### شرایط و ضوابط اختصاصی
1. اعتقاد به دین مبین اسلام و التزام عملی به احکام
2. اعتقاد و التزام عملی به ولایت فقیه، نظام جمهوری اسلامی و قانون اساسی
3. عدم سابقهٔ وابستگی تشکیلاتی، هواداری از احزاب و سازمان‌ها و گروه‌های غیرقانونی
4. نداشتن سابقه محکومیت کیفری مؤثر
5. پایبندی کامل به ضوابط و مقررات دانشگاه
6. رعایت کامل ضوابط پوشش اسلامی و شؤنات اسلامی برای خواهران و برادران (اعتقاد و التزام عملی به چادر به عنوان حجاب برتر برای خواهران ضروری است)

بدیهی است در رابطه با صلاحیت‌های عمومی متقاضیان دوره و احراز موارد فوق بررسی لازم از سوی هسته گزینش دانشگاه صورت پذیرفته و پذیرش نهایی داوطلبان منوط به تأیید هسته گزینش دانشگاه خواهد بود.